# مونسرات تورا
مونسرات تورا (من مواليد 6 نوفمبر 1954) سياسية إسبانية وعضو في برلمان كاتالونيا. من 29 نوفمبر 2006 إلى 29 ديسمبر 2010، شغلت منصب وزيرة العدل في كاتالونيا. وتعتبر من أبرز أعضاء الجناح الكتالوني لحزب كاتالونيا الاشتراكي. هي متزوجة ولديها ابنتان.